# Народный артист Литовской ССР
«Народный артист Литовской ССР» (лит. Lietuvos TSR liaudies artistas) — почётное звание, установлено 26 апреля 1941 года. Присваивалось Президиумом Верховного Совета Литовской ССР выдающимся деятелям искусства, особо отличившимся в деле развития театра, музыки и кино. 

Присваивалось, как правило, не ранее чем через пять лет после присвоения почётного звания «заслуженный артист Литовской ССР» или «заслуженный деятель искусств Литовской ССР». Следующей степенью признания было присвоение звания «Народный артист СССР».

Впервые награждение состоялось в 1945 году — обладателем этого звания стал Петраускас, Кипрас — оперный певец (тенор). 

Последним награждённым в 1988 году стал Карка, Гедиминас — актёр театра и кино. 
 

С распадом Советского Союза в  Литве звание «Народный артист Литовской ССР» было заменено званием «Народный артист Литвы», при этом за званием сохранились права и обязанности, предусмотренные законодательством бывших СССР и Литовской ССР о наградах.